# Altamonte Springs
Altamonte Springs è un comune (city) degli Stati Uniti d'America, nella contea di Seminole in Florida. 
Fa parte della Orlando–Kissimmee–Sanford Metropolitan Statistical Area.